# FIA WTCC francia nagydíj
A FIA WTCC francia nagydíj minden évben résztvevője a sorozatnak a világbajnokság 2005-ös visszatérése óta. 2005-ben és 2006-ban a Circuit de Nevers Magny-Cours, 2007-től a Grand Prix de Pau adott otthont a futamnak. 2010-től nem tartották meg a versenyt. 2014-ben visszatért a nagydíj a bajnokságba a Circuit Paul Ricard versenypályával.

## Futamgyőztesek

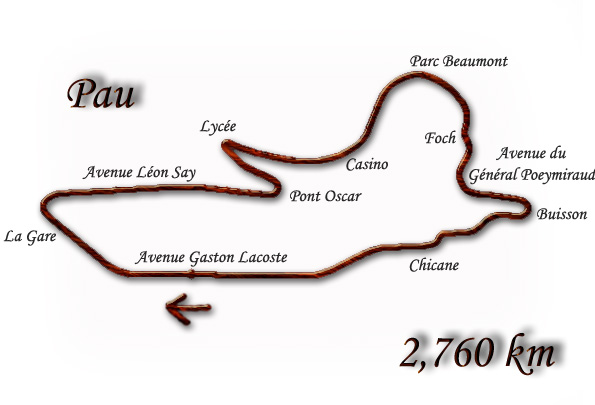
Grand Prix de Pau

| Év   | V. | Versenyző        | Gyártó    | Helyszín     | Összefoglaló |
| ---- | -- | ---------------- | --------- | ------------ | ------------ |
| 2016 | 1  | Robert Huff      | Honda     | Le Castellet | Összefoglaló |
| 2016 | 2  | José María López | Citroën   | Le Castellet | Összefoglaló |
| 2015 | 1  | Sébastien Loeb   | Citroën   | Le Castellet | Összefoglaló |
| 2015 | 2  | José María López | Citroën   | Le Castellet | Összefoglaló |
| 2014 | 1  | Yvan Muller      | Citroën   | Le Castellet | Összefoglaló |
| 2014 | 2  | José María López | Citroën   | Le Castellet | Összefoglaló |
| 2009 | 1  | Robert Huff      | Chevrolet | Pau          | Összefoglaló |
| 2009 | 2  | Alain Menu       | Chevrolet | Pau          | Összefoglaló |
| 2008 | 1  | Augusto Farfus   | BMW       | Pau          | Összefoglaló |
| 2008 | 2  | Andy Priaulx     | BMW       | Pau          | Összefoglaló |
| 2007 | 1  | Alain Menu       | Chevrolet | Pau          | Összefoglaló |
| 2007 | 2  | Augusto Farfus   | BMW       | Pau          | Összefoglaló |
| 2006 | 1  | Dirk Müller      | BMW       | Magny-Cours  | Összefoglaló |
| 2006 | 2  | Andy Priaulx     | BMW       | Magny-Cours  | Összefoglaló |
| 2005 | 1  | Jörg Müller      | BMW       | Magny-Cours  | Összefoglaló |
| 2005 | 2  | Jörg Müller      | BMW       | Magny-Cours  | Összefoglaló |